# Seznam témat souvisejících s Ježíšem
Viz též: Přehled Ježíšova života
Seznam článků týkajících se křesťanských pohledů na Ježíše

## Ježíš
- Křesťanské názory na Ježíše
- Kulturní a historické pozadí Ježíše
- Dramatická zobrazení Ježíše Krista
- Harmonie evangelia
- Historický Ježíš
- Historicita Ježíše
- Obrazy Ježíše
- Ježíš a Jan Křtitel
- Jesus Christ Superstar
- Ježíš v křesťanské Bibli
- Ježíšovo hnutí
- Teorie mýtu o Ježíši
- Ježíš z Nazaretu
- Učení pouze o Ježíši
- Nazaret
- Umučení Krista
- Vidění Ježíše a Marie

## Prostředí křesťanství
- Křesťanský kříž
- Křesťanská identita
- Křesťanský pohled na manželství
- Křesťanství
- Křesťanství a biblická proroctví
- Křesťanství a islám
- Křesťanství a judaismus
- Křesťané
- Christologický argument
- Dějiny křesťanství
- Ježíšova modlitba
- Termín židovsko-křesťanský
- Pronásledování křesťanů

## Prostředí judaismu
- Aramejština
- Obětování Izáka
- Mesiáš v judaismu
- Židé pro Ježíše
- Židé v Novém zákoně
- Tóra

## Obecně
- Aktivní poslušnost Krista
- Obhájce
- AD
- Pomazání
- Antikrist
- Apoštol
- Nanebevstoupení
- Křest
- BC
- Nejsvětější svátost
- Krev
- Krevní smíření
- Christus Dominus
- Ukřižování
- Deicide
- Bůh
- Bůh a pohlaví
- Immanuel
- INRI
- Isa
- Beránek Boží
- Poslední večeře
- Logos
- Ježíšovo narození
- Betlém
- Nazaretský
- Umučení Krista
- Vykupitel
- Nejsvětější srdce
- Kázání na hoře
- Kristovo nebeské sezení
- Syn Boží
- Křížová cesta

## Lidé
- Jindřich Uppsalský
- Emerich z Leiningenu
- Billy Graham
- Hippolyt Římský
- Jan Křtitel
- Juda
- Leviticus
- Madona
- Marie Magdaléna
- Marie, sestra Lazarova
- Philipp Melanchthon
- Mnich
- Jeptiška
- Petr Poustevník
- Farizej
- Pilát Pontský
- Papež
- Kněz
- Simeon
- Tři mudrci
- Laurentius Valla
- Zacheus výběrčí daní

## Věci
- Aloes
- Oltář
- Kříž
- Krucifix
- Dekalog
- Zlatá ratolest
- Velký pátek
- Svatozář
- Svatý grál
- Svatá předkožka
- Duch svatý
- Buchta s křížkem
- Ikona
- Juliánský kalendář
- Modlitba Páně
- Masakr neviňátek
- Středověké umění
- Středověká poezie
- Jitřenka
- Paškál
- Hra s kostkami
- Pašijový květ
- Pašijová hra
- Pieta
- Modlitba
- Sbírka logií Q
- Relikvie
- Náboženská slavnost
- Náboženské právo
- Roucho
- Svátost
- Posvátný jazyk
- Tichá noc
- Kopí osudu
- Desatero přikázání
- Hrobka
- Svatý Kříž
- Velum

## Místa
- Bazilika Sacré Coeur
- Kafarnaum
- Kostel Narození Páně
- Corcovado
- Emauzy
- Olivová hora
- Nazaret
- Notre-Dame de Reims
- Rio de Janeiro
- Galilejské jezero
- Turín

## Koncepty
- Adopcionismus
- Antikrist a poslední dny
- Apokryfy
- Argumenty pro existenci Boha
- Biblický Ježíš
- Znovuzrození
- Děti Izraele
- Vyvolený národ
- Celibát duchovních
- Smlouva
- Vyznání víry
- Zatracení
- Dispenzacionalismus
- Boží osvícení
- Božské světlo
- Eschatologie
- Eucharistie
- evangelikalismus
- Extra Ecclesiam Nulla Salus
- První vidění
- Čtyři duchovní zákony
- Fundamentalismus
- gnosticismus
- Milost
- Kacířství
- Ikonoklasmus
- Modlářství
- Bezúhonnost
- Vtělení
- Víra svědků Jehovových
- Království nebeské
- Vkládání rukou
- Božství života, smrti a znovuzrození
- Pán
- Manýrismus
- Marcionismus
- Mesiáš
- Milenialismus
- Monoenergismus
- Boží jména
- Boží podstata
- Nestoriánství
- Prvotní hřích
- Podobenství
- Symbol míru
- Letniční hnutí
- Vytrvalost svatých
- Předurčení
- Prorok
- vytržení
- náboženství
- Náboženská konverze
- Náboženský pluralismus
- Pokání
- Vzkříšení mrtvých
- Vzkříšení
- Zjevení
- Spravedlnost
- Sabat
- Spasení
- Období adventu
- Druhý příchod
- Sémiotický literární výklad
- Hřích
- Oběť za hřích
- Slogan „Ježíš je Pán“
- Slavnost
- Duše
- Duchovní boj
- Nadpřirozené
- Teologie
- Trůn
- Ježíšovo proměnění
- Transsubstanciace
- Trojice
- Co by udělal Ježíš?

## Písemnosti
- Skutky Pilátovy
- Alexamenovo graffiti
- Bible
- Bible a dějiny
- Biblický příběh
- Kniha Mormonova
- Datování Bible
- List Judův
- List Kolosanům
- List Efezským
- List Římanům
- Evangelium
- Evangelijní harmonie
- Janovo evangelium
- Lukášovo evangelium
- Matoušovo evangelium
- Markovo evangelium
- Petrovo evangelium
- Názvy knih židovských a křesťanských písem
- Starý zákon
- Revidovaná standardní verze
- Trpící služebník

## Náboženská uskupení
- Abrahámovská náboženství
- Adventistické
- Anabaptisté
- Baptisté
- Baptist General Convention of Texas
- Family International
- Vyznávající církev
- Chalcedonský koncil
- Pravoslaví
- První nicejský koncil
- Křesťanský fundamentalismus
- Svátost kněžství
- Hnutí svatosti
- Svědkové Jehovovi
- Ježíšova armáda
- Rytířský řád
- Midwest Christian Outreach
- National Baptist Convention, USA, Inc.
- Native American Church
- Starobylé východní církve
- Presbyteriánská církev v Americe
- Promise Keepers
- Hnutí rastafari
- Reformovaná presbyteriánská církev Severní Ameriky
- Náboženská společnost přátel
- Římskokatolická církev
- Samaritánský měšec
- Církev adventistů sedmého dne
- Tovaryšstvo Ježíšovo

## Ostatní
- Abhidhamma
- A dělaly ty nohy v dávných dobách
- Behistunský nápis
- Letopisy Narnie
- Poslední večeře (Leonardo da Vinci)
- Lemegeton
- Lev, čarodějnice a skříň
- Kouzelník (tarotová karta)
- Obhajoba kapitána Johna Browna
- Superman

## Seznamy
- Seznam biblických příběhů
- Seznam biblických postav
- Seznam biblických jmen
- Seznam slavných sebevrahů
- Seznam latinských výrazů
- Seznam politických subjektů pojmenovaných po lidech
- Seznam náboženských témat